# Anne Osmont
Anne Osmont (Tolosa de Llenguadoc, 2 d'agost de 1872 - París, 13 de maig de 1953) va ser una traductora, poetessa i novel·lista francesa. Es va interessar també en l'ocultisme.

## Biografia
L'Art Méridional i le Messager de Toulouse van publicar els seus primers textos. Va esdevenir l'amant de Laurent Tailhade i va escriure el prefaci dels seus Poèmes élégiaques, Vitraux, amb il·lustracions de Madeleine Leroux gravades per Louis Maccard (París, Association et cercle Grolier, 1926). El 1898 es va instal·lar a París, on va col·laborar al diari La Fronde i, l'any 1902, a La revue d'art dramatique. Igualment, va publicar notícies a Le journal des débats politiques et littéraires, (L'enchanteur, el 23 de setembre de 1924). L'any 1907, el jurat femení de la revista La  Vie Heureuse (que posteriorment es convertiria en el Prix Femina) la va coronar i va editar el seu recull de poesies: Nocturnes.
Osmont trobava inspiraciò i consol a la natura: «Dona i sovint entristida per la vida, he trobat grans consolacions a la Nature, sobretot a les hores íntimes del vespre, i a la música que s'hi assembla tan estranyament. El vespre és l'hora on es pensa en Déu i la música porta cap a ell.»

## Obres
- Musique, poema (Mercure de France, 15 11 1906)
- Nocturnes, poemari Hachette, París, 1907
- Le sequin d'or novel·la. Hachette, 1908
- Petite histoire d'Angleterre de Gilbert Keith Chesterton; traducció d'Anne Osmont. G. Crès, París 1922
- Le mouvement symboliste : Mallarmé, Villiers de l'Isle-Adam, Verlaine, Arthur Rimbaud, Jules Laforgue, René Ghil, Moréas i l'école romane; prefaci de M. Ernest Raynaud. Maison du livre, París 1917 Llegir en línia
- Entretien compost en el marc del cinquè aniversari de la mort de Frédéric Forthuny, el 25 de juny de 1924. Nogent-el-Rotrou : impr. de Daupeley-Governador 1924.
- El llenguatge de les formes. H. Durville 1930
  - Le Symbolisme de la coupe, le langage des formes.
  - Le Symbolisme de la croix, le langage des formes.
  - Le Symbolisme du disque, le langage des formes
  - Le Symbolisme du glaive, le langage des formes
  - Le Symbolisme du sceptre, le langage des formes
  - Le Symbolisme du serpent, le langage des formes.
- Le Rythme, créateur de forces et de formes. Éditions des Champs-Élysées, 1942 -
- Plantes médicinales et magiques, Éditions des Champs-Élysées. 1944
- Traité de physiognomonie. Ariane (impr. de Chaix) 1946
- Clartés sur l'occultisme. París, Dervy 1947[6]
- Le Pater : commentaires ésotériques Éditions des Champs-Élysées (Impr. de l'Omnium littéraire) 1949
- Envoûtements et exorcismes à travers les âges : rituel de défense. Precedit de records personals sobre l'autora per Sonia Bentkowski-Levritch / París, Omnium littéraire 1954
- Soixante années d'occultisme vécu, mes voyages en astral. Éditions des Champs-Élysées 1955